# Camon (Ariège)
Camon (okzitanisch gleichlautend) ist eine französische Gemeinde im Nordosten des Departements Ariège in der Region Okzitanien. Camon liegt im ozeanischen Klima und wird von den Gewässern Hers-Vif, dem Roubichoux-Bach und verschiedenen anderen kleinen Bächen durchflossen. Die Stadt hat eine bemerkenswerte Natur, darunter ein Natura-2000-Gebiet, sowie fünf Naturschutzgebiete („Garonne, Ariège, Hers, Salat, Pique und Neste“) von ökologischem, faunistischem und floristischem Interesse.
Camon ist eine ländliche Stadt mit 149 Einwohnern im Jahr 2020, nachdem sie 1831 einen Bevölkerungsgipfel von 628 Einwohnern erlebt hatte. Ihre Einwohner werden Camonais oder Camonaises genannt.
Das architektonische Erbe der Stadt umfasst drei Gebäude, die als historische Denkmäler geschützt sind: das Oberhaus von Camon, das 2007 unter Denkmalschutz gestellt wurde, das Priorat und die Stadtmauern, die 1964 und 1994 unter Denkmalschutz gestellt wurden.
Camon ist als eines der Plus beaux villages de France (Schönste Dörfer Frankreichs) klassifiziert.

## Geografie
Umflossen von einem Mäander des Flusses Hers, liegt Camon am östlichsten Rand der Region Midi-Pyrénées und grenzt damit an den benachbarten Landesteil Languedoc-Roussillon. Das Klima wird sowohl von den nahen Bergen (Pyrenäen), wie auch vom Mittelmeer beeinflusst.

## Geschichte

### Mittelalter
Nach unbestätigter Überlieferung ließ Karl der Große im Jahr 778 hier im Flusstal des Hers ein Benediktinerkloster gründen. Schriftlich überliefert ist, dass im Jahr 923 ein steinernes Gebäude von Mönchen des Klosters Lagrasse errichtet wurde.
Der Überlieferung nach war es Karl der Große, der 778 auf diesem kleinen Felsvorsprung in einer Biegung des Flusses Hers ein Benediktinerkloster gründete. Schriftlich überliefert ist, dass im Jahr 923 ein steinernes Gebäude von Mönchen des Klosters Lagrasse errichtet wurde. Im 12. Jahrhundert wurde es zu einem einfachen Priorat. Zur gleichen Zeit wurde die erste befestigte Anlage gebaut, ebenso wie die Burg von Montaragou. Am 18. Juni 1279 wurde die Abtei mit ihren Befestigungsanlagen durch den Bruch des Puivert-Damms zerstört, der auch Mirepoix und die anderen Dörfer des Tals zerstörte. 1494 wurden das Dorf und seine Abtei von einer Plündererbande geplündert.

### Neuzeit
Philippe de Lévis-Mirepoix, Bischof von Mirepoix und Prior von Camon, ließ zu Beginn des 16. Jahrhunderts alle Gebäude, die man heute sieht, einschließlich der Stadtmauer, wieder aufbauen. Zwischen 1560 und 1570 vervollständigte Kardinal Georges d’Armagnac, damals Prior von Camon, die Stadtmauer, indem er einen runden Turm daran bauen ließ.
Camon profitierte von 1902 bis 1939 von einer Station auf der Strecke von Moulin-Neuf nach Lavelanet. Es kam zu einer vorübergehenden Wiederaufnahme des Personenverkehrs vom 5. Mai 1941 bis zum 6. Mai 1946, da der kriegsbedingte Mangel an Möglichkeiten für den Straßentransport dazu führte, dass dem verbleibenden Personenzug ein Wagen mit Gütern angehängt wurde.

## Sehenswürdigkeiten
- Gotische Kirche Nativité-de-la-Vierge
- Stadtbefestigung

### Bevölkerungsentwicklung
| Jahr                       | 1962 | 1968 | 1975 | 1982 | 1990 | 1999 | 2009 | 2016 |
| -------------------------- | ---- | ---- | ---- | ---- | ---- | ---- | ---- | ---- |
| Einwohner                  | 181  | 147  | 116  | 110  | 125  | 144  | 166  | 141  |
| Quellen: Cassini und INSEE |      |      |      |      |      |      |      |      |